# Glypta fumiferanae
Glypta fumiferanae là một loài tò vò trong họ Ichneumonidae.